# Мегаклита (спътник)
Вижте пояснителната страница за други значения на Мегаклита.
Мегаклита е естествен спътник на Юпитер. Открит е екипа от астрономи Скот Шепърд, Дейвид Джуит, Янга Фернандез и Юджийн Маниер на 25 ноември 2000 г. Първоначалното означение на спътника е S/2000 J 8. Спътникът носи името на фигурата от древногръцката митология Мегаклита.
Мегаклита е малко по размери тяло с диаметър от 5,4 km и се намира на ретроградна орбита около Юпитер. Принадлежи към групата на Пасифая.